# Купіль

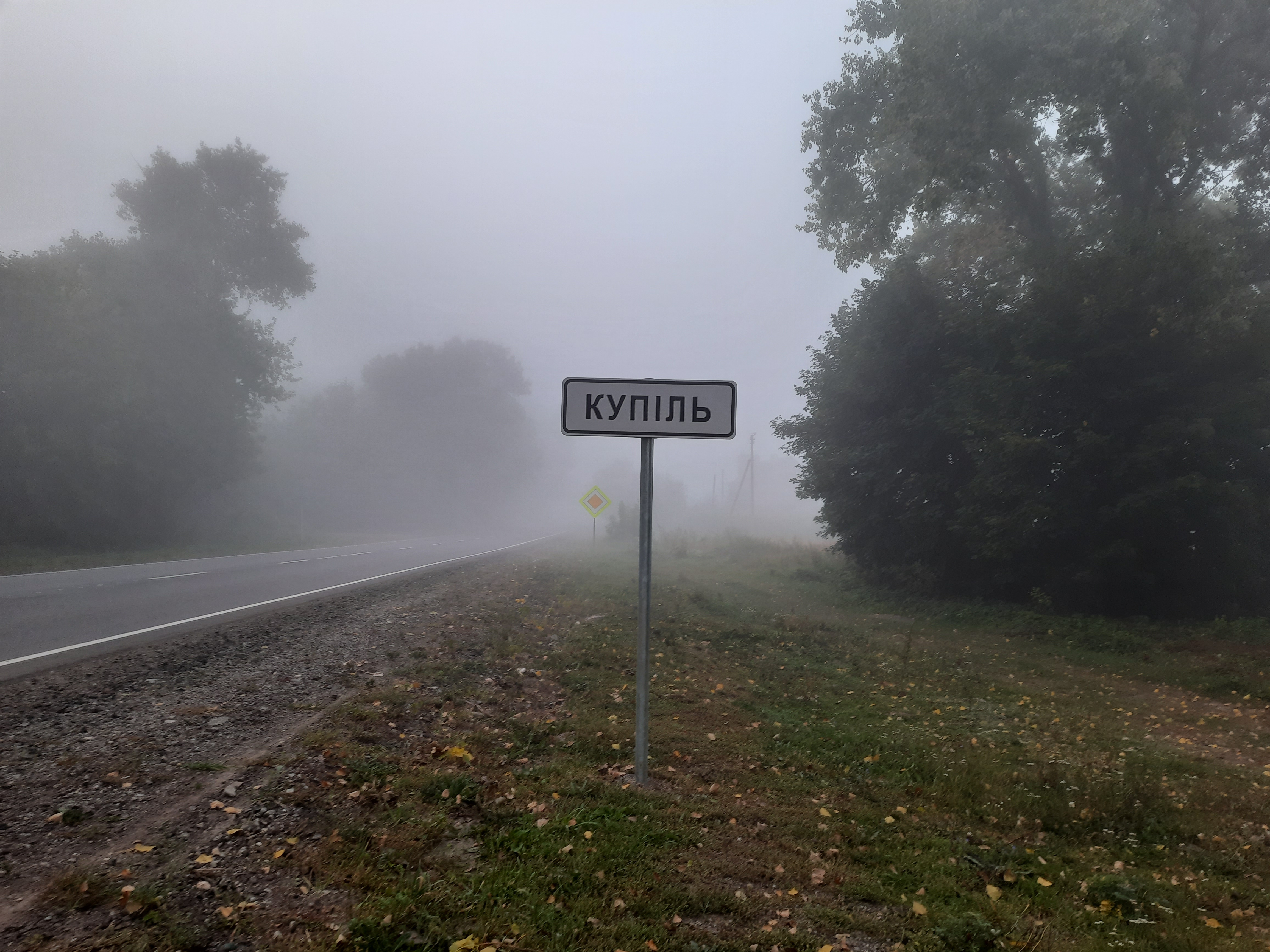
Дорожній знак при в'їзді в село

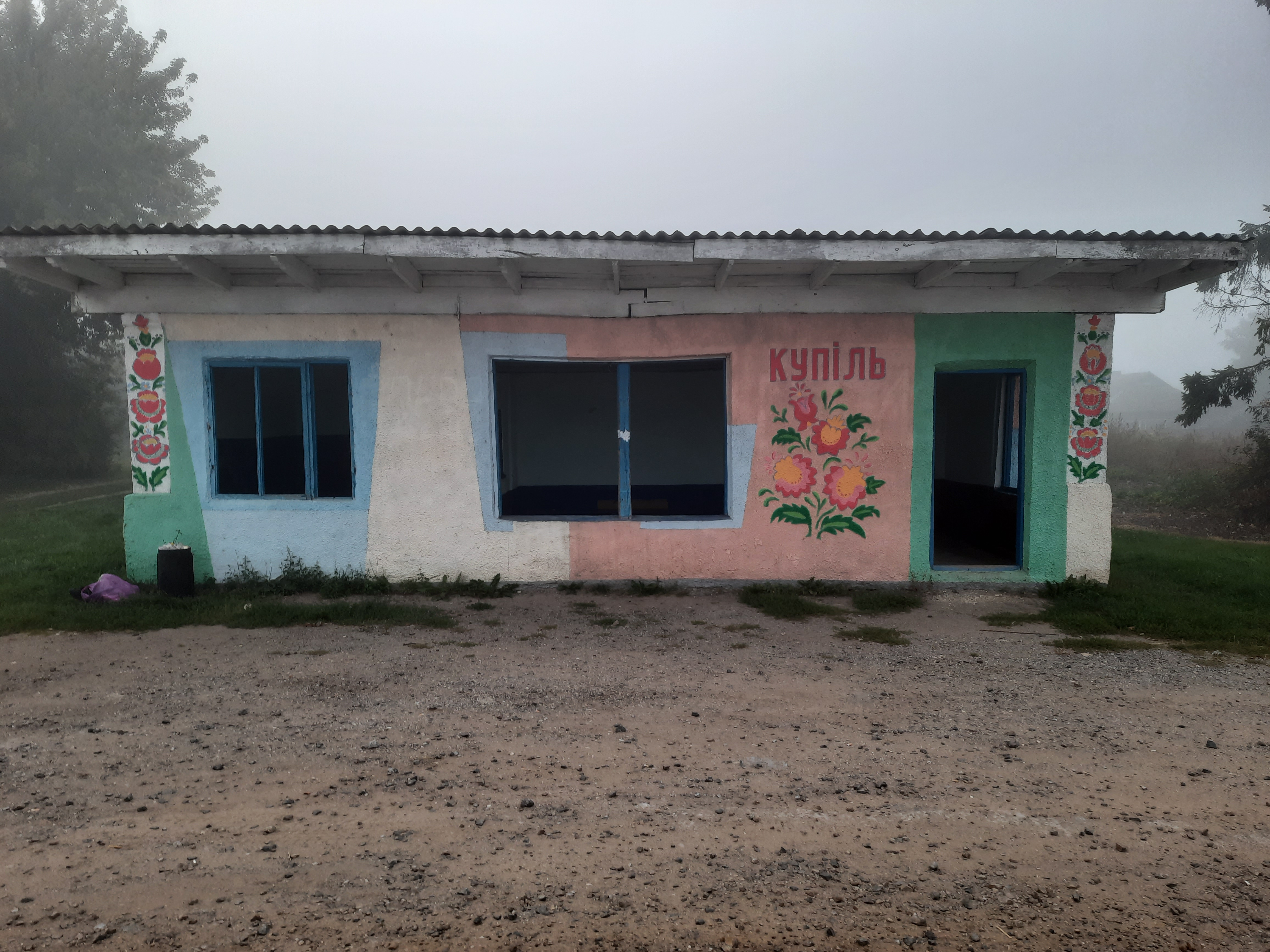
Автобусна зупинка

Ку́піль — село (до 1944 року — містечко) в Україні, у Війтовецькій селищній громаді Хмельницького району Хмельницької області. Населення становить 720 осіб. Історичний, культурний, освітній і торгово-економічний центр Верхнього Побужжя. До 2020 орган місцевого самоврядування — Купільська сільська рада.
Через село протікає Південний Буг. На Південному Бузі і його притоках в межах території села споруджено щонайменше 5 ставків, зокрема найбільший з них — Купільський став, а також Старий став, став Забровар, Єврейський та ін.

### Історія
Перша документальна історична згадка про Купіль датується 1573 роком.
У XVI—XVIII ст. — у складі Речі Посполитої.
З 1793 р. — у складі Російської  імперії.
У XIX — на початку XX ст. — містечко Староконстантинівського повіту Волинської губернії.
З 1923 р. — центр еврейської національної  сільради.
У 1924—1930 рр. — у Войтовецькому районі Проскуровского округу, в 1932—1937 рр. — у Волочиському районі Вінницької області, 1937—1945 рр. — Кам'янець-Подольській області, з 1945 р. — Хмельницької області.
1847 року в Купелі жили 1 170 євреїв, 1897 р. — 2 720 (52,8 %), 1923 р. —1 530. Євреї жили у Купелі, ймовірно, з часів Речі Посполитої.
Наприкінці XVIII ст. за підтримки місцевого поміщика С. Вислоцького у селі була заснована єврейська типографія (одна з перших у Росії).
На початку XIX ст. в селі було кілька синагог, діяли кілька хедерів. За клопотанням єврейського населення в Купелі було відкрито поштову станцію (згадується з 1852 р.).
Головним чином євреї Купеля в XIX ст. займалися ремеслами, були кравцями, швецями, кушнірами, бондарями, ковалями та ін.
З 1859 р. рабином у Купелі був Койфман, у 1880-х рр. — Лейзер Харіф, наприкінці XIX ст. — Йосель-Лейб Глейзер. 1865 р. у Купелі було три синагоги, 1871 року було відкрито однокласне народне училище, 1907 року — єврейська школа.
У 1910-х рр. підприємці Гольдберг, Вейгман, Маргуліс, Каплан і Шварцман орендували парові млини.
Зубним лікарем у Купелі працював Мендель Янкелевич Стружа.
1914 р. євреям належало три аптеки, трактир, 47 лавок (зокрема усі 11 мануфактурних, усі 21 бакалейні та ін.); серед євреїв був один скотопромисловець. У Купелі діяла сіоністська організація.
7 (20) листопада 1917 року, відповідно до Третього Універсалу Української Центральної Ради, увійшло до складу Української Народної Республіки.
У 1793—1923 рр. містечко Купіль — адміністративний центр Купільської волості Старокостянтинівського повіту Волинської губернії. До складу волості входили такі населені пункти: містечко Купіль, села — Богданівна, Клинини, Кушнірівка, Кржачки (Кущівка), Левківці, Рябіївка, Слобідка Нурчина (Нучина), Холодець, Чернява (Чернявка).
У 1923—1924 рр. містечко Купіль — центр новоствореного Війтовецького району.
До 1944 року в межах Купеля існувало дві адміністративно-територіальні одиниці — Купільська сільська рада та Купільська містечкова рада. З 1924 року і до 2020 року Купіль — центр Купільської сільської ради, якій підпорядковане також село Гайдайки.
Село стало свідком Українсько-радянської війни. 1 червня 1919 року в районі села Купіль відбувалися криваві бої між Таращанським полком Червоної армії і 10-м полком сірожупанників Армії Української Народної Республіки. Того ж дня українці були відтиснуті більшовиками на захід. Сімнадцять українців потрапили у полон до червоних. Надвечір червоноармійці стратили військовополонених у селі Холодець, на березі місцевого ставка. Селяни зібрали помордовані тіла бійців та поховали на сільському цвинтарі. 24 серпня 1919 року командир 10-го полку сірожупанників Анатолій Костик, у числі інших бійців, відвідав село. Над могилою поставили дерев'яного хреста, відправили панахиду, військовою сальвою віддали шану полеглим.

## Населення

### Мова
Розподіл населення за рідною мовою за даними :
| Мова            | Кількість | Відсоток |
| --------------- | --------- | -------- |
| українська      | 780       | 99.24 %  |
| російська       | 5         | 0.64 %   |
| інші/не вказали | 1         | 0.12 %   |
| Усього          | 786       | 100 %    |

## Вулиці Купеля
- О. Жиліна — головна вулиця;
- І. Хахеріна (Чорноострівська);
- Ц. Малиновського;
- П. Теодоровича;
- Ю. Гагаріна;
- О. Кшивінської;
- Перемоги;
- Садова;
- Польова;
- Набережна.

## Об'єкти культурно-освітньої, соціальної і виробничої інфраструктури
- Церква Архістратига Михаїла УПЦ;
- Купільська загальноосвітня школа І—ІІІ ступенів;
- Дитячий дошкільний заклад «Зернятко»;
- Купільський сільський будинок культури;
- Купільська сільська бібліотека;
- Споживче товариство «Купільське»;
- Купільська дільнича лікарня;
- Купільська ветеринарна дільнича лікарня;
- Купільське відділення районних електромереж
- Відділення зв'язку «Укртелеком»
- Відділення «Укрпошти»
- Відділення «Ощадбанку»

Функціонують понад 5 об'єктів торгівлі та 4 заклади харчування, виробничий відділ сільськогосподарського підприємства. Діють місцеві фермерські господарства.

## Визначні місця, пам'ятки історії та культури села Купіль

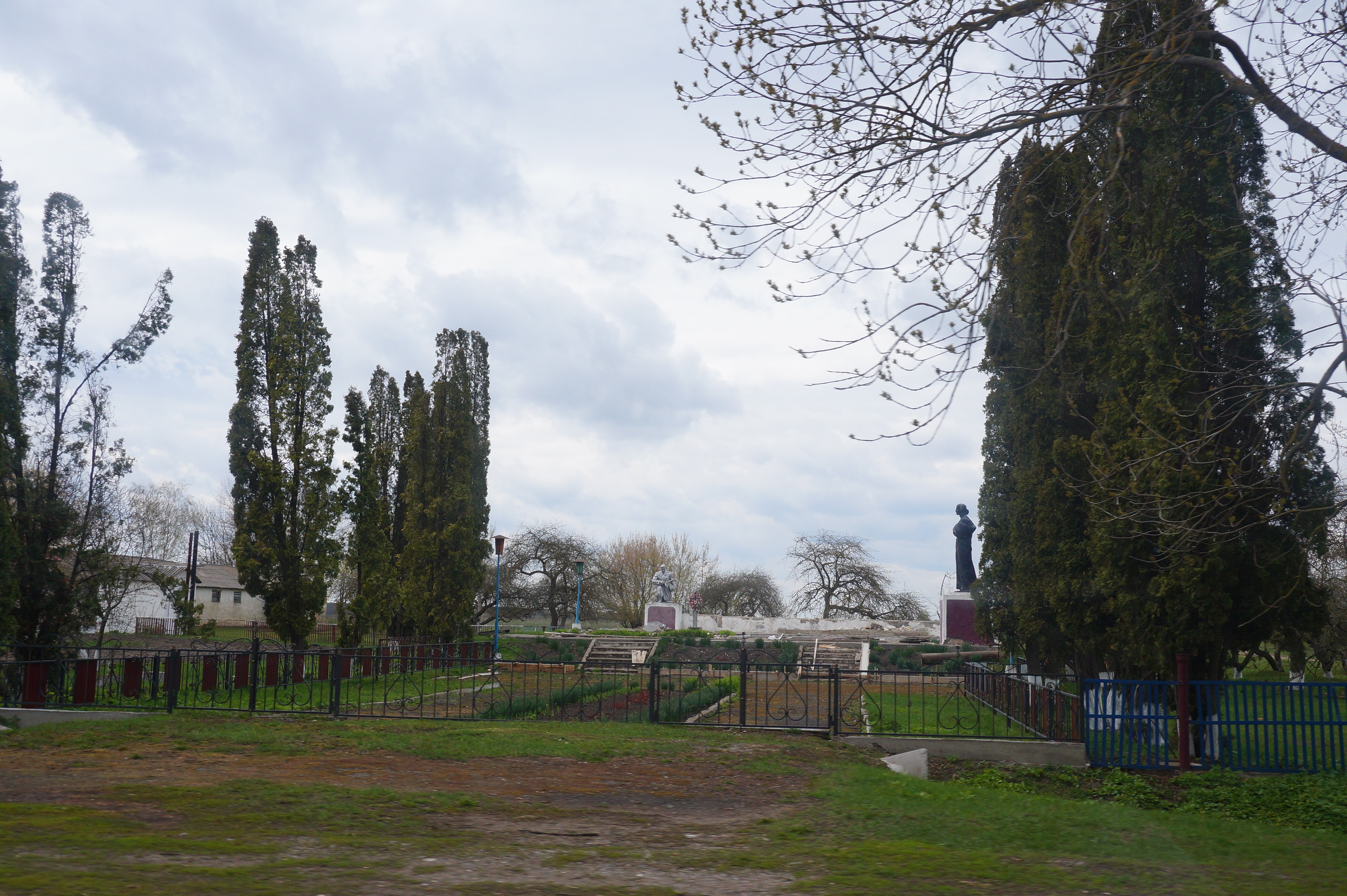
Меморіальний комплекс

1. Меморіальний комплексКостел Успіння Пресвятої Богородиці, збудований Анною Понятовською у 1847 році. Зараз це Свято-Михайлівська Церква УПЦ МП;
2. Родинна усипальня (каплиця) Чілінських, друга половина XIX століття (польське кладовище);
3. Братська Могила Воїнів-Визволителів с. Купіль. Зокрема тут покояться Герої Радянського Союзу Олександр Іванович Жилін та Ілля Кирилович Хахерін;
4. Єврейське кладовище із пам'ятником на місці знищення єврейського населення містечка Купіль у період Німецько-радянської війни;
5. Польське кладовище;
6. Православне кладовище;
7. Базарна площа (Базар) — місце торгівлі та проведення щорічних ярмарків аж до 1980-х років;
8. Залишки палацового парку на правому березі Південного Бугу (залишились лише поодинокі каштани). Купільчани називають це місце Каштани або Під Каштанами;
9. Житлові та адміністративні будинки довоєнного періоду (сильно змінені та перебудовані).

Не збереглися або були зруйновані
1. Церква Святого архістратига Михайла, збудована у 1884—1888 роках за сприяння прихожан, священика Іоана Яновського та архітектора Миколи Юргенса
2. Свято-Троїцька дерев'яна «цвинтарна» церква
3. Єврейська синагога
4. Палац Чілінських
5. Забудова центра містечка, зруйнована у період Другої світової війни.

## Голодомор в Купелі
За даними різних джерел в селі в 1932—1933 роках загинуло близько 80 осіб. На сьогодні встановлено імена 67 із них.
Мартиролог укладений на підставі поіменних списків жертв Голодомору 1932—1933 років, складених Купільською сільською радою. Поіменні списки зберігаються в Державному архіві Хмельницької області.

## Відомі люди
В селі народилися:
- Бейдер Хаїм Волькович — єврейський письменник, журналіст, літературознавець, ідишист.
- Головко Федір Захарович — Український медик. Заслужений лікар України (1996). Народився 02.02.1930 р., с. Купіль Волочиського району Хмельницької області. Закінчив медичний факультет Ужгородського університету. Працював хірургом у Якутії, Росія. У 1956 р. обраний асистентом кафедри госпітальної хірургії Чернівецького медінституту., з 1964 р. — доцент цієї кафедри, з 1977 р. обраний за конкурсом завідувачем кафедри загальної хірургії, у 1988—1995 рр. — доцент. Нагороджений знаком «Відмінник охорони здоров'я».
- Гольденберг Шимон — єврейський письменник.
- Задворний Володимир — письменник, публіцист, літературознавець, педагог, краєзнавець, автор історичного нарису «Село моє, Купіль…».
- Кшивінська Ольга — поетеса, учасниця Проскурівського підпілля.
- Лізен Олександр — єврейський письменник.
- Малиновський Цезар Казимирович — Герой Радянського Союзу.
- Перельштейн (Рубман) Това — єврейська письменниця, політв'язень.
- Вільям Хомський (Зєєв Хомський) — професор, батько лінгвіста і філософа Ноама Чомскі.
- Кравець Максим — єврейський письменник, військовий.

В селі померли:
- Жилін Олександр Іванович — Герой Радянського Союзу.